# Dasiops fastidius
Dasiops fastidius är en tvåvingeart som beskrevs av Mcalpine 1964. Dasiops fastidius ingår i släktet Dasiops och familjen stjärtflugor. Inga underarter finns listade i Catalogue of Life.